# Тук, Джон Хорн
Джон Хорн Тук (англ. John Horne Tooke; 1736—1812) — английский священник, политик, филолог и публицист.

## Биография
Джон Хорн Тук родился 25 июня 1736 года в городе Лондоне в семье рыночного торговца домашней птицей. Учился в Итонском колледже, Колледже Святого Джона и Вестминстерской школе.
Выступил в английской литературе в качестве защитника поборника народной свободы Джона Уилкса против правительства Британии; одно время считался автором знаменитых «Писем Юниуса».
Во время Американской революции принял сторону Нового Света. Возглавляемым им «Конституционным обществом» в Великобритании был организован сбор средств для помощи вдовам и сиротам американцев, убитых при Лексингтоне и Конкорде. Решением суда, за «мятежную клевету», Хорн Тук в 1777 году был заключён на год в тюрьму.
В 1796 году он был избран членом парламента, но не был утвержден, как духовное лицо.
Наиболее известный из его трудов «Ἔπεα πτερόεντα or the diversions of parley» (Лондон, 1786—1805).
Джон Хорн Тук умер 18 марта 1812 года в Уимблдоне.